# Игор Којић
Игор Којић (Мостар, 30. јул 1987) бивши је српски фудбалски голман.

## Каријера
Којић је почео да игра фудбал у београдској Црвеној звезди, где је провео већи део омладинске каријере. Са 17 година прешао је у Динамо Панчево, који је у то време играо у српској 3. дивизији.
Први наступ за сениорски тим, када је имао свега 17 година, показао се као добар потез. Играо је у 16 утакмица и примио само 6 голова. Са 18 година прешао је у Обилић, играјући са овим тимом у Првој лиги Србије и Црне Горе. На крају сезоне прешао је у Рад, где је играо током првог дела сезоне. Са 20 година прешао је у Хајдук Београд, где је одиграо 28 утакмица; у априлу 2009. потписао је уговор за Динамо Букурешт. Током зимске паузе сезоне 2010/11, потписао је уговор за кипарски клуб 1. дивизије Докса Катокопија.

### Хајдук Београд
Играјући за Хајдук Београд током 2008/09, Којић је напредовао до осмине финала у Купу Србије. У овој фази такмичења Хајдук је играо против Војводине, која је у тада била другопласирана у Суперлиги Србије; победили су Војводину и прошли у четвртфинале у Националном купу, што је забележено као најбољи резултат у историји тима. У овој историјској утакмици, Игор не само да је имао сјајну укупну игру, већ је спасао 4 казнена ударца и постигао победнички гол у извођењу пенала, чиме је поставио јединствени европски рекорд као једини голман који је у једној утакмици спасао 4 казнена ударца и касније постигао победнички гол.

## Лични живот
Син је српског певача Драгана Којића Кебе. 
Био је у браку је са хрватском поп певачицом Северином од 2015. до 2021.